# أبريشم (فلاورجان)
أبريشم (بالفارسية: ابریشم) هي مدينة مجاورة للمنطقة الثالثة عشر في أصفهان في إيران. هي إحدى مناطق مدينة فلاورجان في محافظة أصفهان، وتبعد عن مدينة أصفهان 6 كيلومترات. يعود اسم هذه المدينة إلى وجود حديقة حرير كبيرة وإنتاج حرير أصفهان في هذه المنطقة. يقدر عدد سكانها بـ 19,406 نسمة .